# Ipomenorrea
Per ipomenorrea, in campo medico, si intende una perdita di sangue molto ridotta durante la fase mestruale del ciclo. L'opposto di ipomenorrea è la menorragia, una eccessiva e prolungata perdita di sangue rispetto alla normale durata e intensità fisiologica. 

## Considerazioni generiche
In alcune donne una ridotta perdita di sangue durante la fase mestruale del ciclo può essere una condizione di normalità e una limitata perdita di sangue può avere origini genetiche. La fecondazione può avvenire in caso di mestruazioni ridotte e ciò non è causa di infertilità nella donna.
Inoltre, un flusso ridotto può essere un effetto secondario di metodi di contraccezione basati sugli ormoni come pillole contraccettive, spirale intrauterina o cerotti. Il basso tasso di estrogeni contenuti in molti contraccettivi ormonali riduce la crescita dell'endometrio, con una conseguente riduzione delle perdite di sangue durante il ciclo. Molte donne considerano questo un effetto positivo della contraccezione a base ormonale.
Mestruazioni scarse possono avvenire agli estremi della vita riproduttiva: appena dopo la pubertà e prima della menopausa, a causa di un'ovuluazione irregolare e di un endometrio irregolarmente sviluppato. Altri motivi possono stare dietro ad un'ipomenorrea: ovulazione assente a causa di livelli bassi di ormoni tiroidali oppure livelli alti di prolattina, di insulina, di androgeno o problemi con la regolazione di altri ormoni.
Malgrado queste cause comuni, la ipomenorrea è comunque tecnicamente una variazione anomala del flusso mestruale e dovrebbe essere valutata da un medico.

## Disordini all'origine dell'ipomenorrea
- Sindrome di Asherman:  una malattia caratterizzata dall'ostruzione della cavità uterina da parte di un tessuto cicatriziale e della quale l'ipomenorrea (o l'amenorrea) è il solo sintoma apparente. La quantità della riduzione del ciclo è strettamente correlata con l'estensione delle aderenze intrauterine.[2]

- Ridotte dimensioni dell'utero: possono essere alla base di un ridotto flusso poiché la superficie sanguinante è più piccola del normale; l'ipomenorrea è quindi una possibile conseguenza di una isterectomia parziale o di altre operazioni chirurgiche sull'utero.

- Raramente l'ipomenorrea indica una ipoplasia a causa della presenza di altri disturbi ormonali in tali casi, il che riduce o elimina del tutto le mestruazioni.

- Ragioni emozionali o nervose: i fattori psicologici dovuti a stress possono essere dietro all'ipomenorrea. Tali fattori sopprimono l'attività dei centri nervosi nel cervello che stimolano le ovarie durante il ciclo mestruale, con come risultato una ridotta produzione di estrogeno e progesterone.

- Tessuto adiposo ridotto: quando il grasso corporeo cala oltre certi livelli (a causa di un'alimentazione insufficiente per esempio), le mestruazioni vengono ridotte o scompaiono del tutto.

## Diagnosi e trattamento
Diversi metodi sono disponibili per individuare le causa scatenanti ipomenorrea.
- Analisi del sangue: è la forma principale per identificare le cause più comuni di perdite di sangue scarse. Livelli ormonali anomali vengono così depistati.
- Ecografia: può permettere di misurare lo spessore dell'endometrio, delle ovaia o individuare di altre anomalie dell'ovulazione.
- Altri test, come la dilatazione e raschiamento o imaging a risonanza magnetica (MRI), sono a volte necessari per individuare cause fisiche di ipomenorrea.

Se nessuna causa fisica grave viene individuata, il paziente va rassicurato poiché l'iponemorrea è probabilmente un episodio passeggero. In casi più seri, il trattamento dipenderà e dalla causa delle perdite scarse.